# Pé de madura
A maduromicose (ou micetoma) é uma doença inflamatória crónica, granulomatosa e progressiva, que afeta principalmente os tecidos subcutâneos e consequentemente os ossos (Arenas e Lavalle, 2001). É uma doença endémica característica de regiões tropicais, subtropicais e equatoriais como África, América Latina e Ásia, também conhecidas como o “cinturão do micetoma” (Bakshi and Mathur, 2008). 

Etiologia e manifestação da doença
A maduromicose é causada por fungos (existem cerca de 20 espécies causadoras desta doença) ou bactérias filamentosas, como a Nocardia spp e actinomicetos (Fahal, 2011).
O micetoma desenvolve-se quando estes organismos penetram no corpo por via de feridas ou traumas cutâneos, disseminando-se por áreas subcutâneas e originando edemas e fístulas caracterizadas por drenar grãos (que nada mais são que aglomerados de microrganismos). A evolução destas feridas, permite a propagação da infeção para os tecidos ósseos. Ao espalhar-se, a infecção causa destruição e deformação das estruturas afetadas, levando à perda funcional das mesmas (Arenas and Lavalle, 2001). 
A maduromicose tem um período de incubação bastante longo e assintomático podendo demorar semanas, meses ou até mesmo anos a manifestar-se (Arenas and Lavalle, 2001). 
Esta doença é caracterizada pelo aumento do volume da área afetada com desenvolvimento de nódulos, abscesso e fístulas com pus. Neste pus é possível identificar grãos. A tríade de edema, fístulas e borbulhas é patognomónica da maduromicose (Serrano e Sandoval, 2003). 
Estas feridas são mais comuns em certas regiões do corpo como os pés e nos membros inferiores, No entanto, as costas e peito também se apresentam como zonas comuns para a doença. As feridas são maioritariamente resultantes de traumas derivados do trabalho ao ar livre e do transporte de vegetação e objetos portadores de agentes contaminadores. São também mais comuns em homens e em populações que vivem descalças e que realizam trabalhos na área da agricultura (Tomczyk et al., 2014). O volume de precipitação e o tipo de vegetação (se é mais rija e causadora de cortes) são fatores relevantes na disseminação desta doença (Mathur et al., 1979).
O nome comum da maduromicose que afeta as estruturas dos pés é Pé de Madura. Esta nomenclatura deriva da origem do primeiro relato clínico da doença, que se deu na Índia, na cidade de Madurai, em meados de 1800 (Bonifaz et al., 2014). 
Fisiopatologia
A área afetada pela infecção apresenta granuloma com plasmócitos, linfócitos e histiócitos presentes, bem como células gigantes e neoformação vascular. Pode apresentar-se hipertrofia das artérias e veias e, ocasionalmente, fragmentos dos grãos podem ser observados nos vasos sanguíneos. Isto pode explicar de que forma a doença se dissemina a nível sanguíneo para outros locais do corpo (Serrano e Sandoval, 2003). 
Estes grãos podem ser observados nos abcessos, constituídos por leucócitos e por células já referidas no parágrafo acima. 
Podem observar-se três tipos de reações dos tecidos celulares (dependendo do tipo de caso, podem observar-se simultaneamente na mesma lesão):
- Tipo I - Reação nuclear polimorfa e presença de alguns linfócitos (histiócitos na periferia da lesão).
- Tipo II - Observam-se poucas células nucleares polimorfas. No entanto, a contagem de histiócitos e células multinucleares e gigantes é considerável.
- Tipo III - Granuloma epitelioide compacto predominante, presença de cemento e células fibroblásticas na periferia.

Diagnóstico e Tratamento
O diagnóstico da doença realiza-se através do exame e cultura das secreções produzidas pelas feridas derivadas da infecção (exsudatos). Ao microscópio é possível identificar os grânulos patognomónicos. A cultura permite realizar a sua identificação e chegar a um diagnóstico concreto acerca da bactéria ou fungo responsável pela infecção (Serrano e Sandoval, 2003). Outros métodos de diagnóstico incluem aspiração com auxílio de agulha, ultrassons e radiologia.  O tratamento do micetoma pode levar mais de 10 anos, uma vez que certas bactérias e fungos apresentam uma resistência elevada aos medicamentos. Antifúngicos e antibacterianos são aplicados consoante o resultado da cultura. 
Em casos mais extremos, em que a doença evoluiu para um estado mais grave ou em casos onde os medicamentos não surtiram o efeito desejado, recorre-se a cirurgia para desbridar o tecido afetado. A amputação é uma consequência comum desta doença uma vez que as margens da infeção, por vezes, não são claras (El Bagi, 2003). Também em gesto de prevenção de infecções maiores e possíveis septicemias que resultem na morte do indivíduo, recorre-se à amputação do membro afetado, assegurando que a infecção não se propaga para o resto do corpo (Venkatswami et al., 2012).

Paleopatologia da doença
A doença é pouco falada em paleopatologia uma vez que o envolvimento esquelético deste grupo de patologias é baixo, pois a infecção nem sempre chega ao osso (Mansilla e Contreras-López, 2009). Assim sendo, são poucos os casos de Pé de Madura relatados em relatórios paleopatológicos. Os primeiros registos da doença surgem na Índia, entre 2000 e 1000 aC, daí também a origem do nome Pé de Madura pois a região dos primeiros relatos denomina-se Madurai. 
A partir do séc. XVII, começaram a surgir estudos sobre esta doença por parte de médicos e veterinários (Mansilla e Contreras-López, 2009).
Na Europa, existe apenas um caso relatado de maduromicose: um esqueleto bem conservado do sexo masculino de com idade entre os 23 e os 57 anos encontrado em Estremoz numa necrópole medieval (séc. XIII - XV). Neste caso, o pé esquerdo do indivíduo possui alterações morfológicas no calcâneo e cubóide. Apresenta destruição óssea e formação de osso novo irregular nos cinco metatarsos. Recorrendo ao diagnóstico diferencial, foi possível concluir que este seria um caso de Pé de Madura, sugerindo que a patologia pode ter estado presente na Europa e mediterrâneo (Curto e Fernandes, 2016). 
No México, um caso de Pé de Madura foi identificado num homem de idade entre os 25 e os 30 anos pertencente à coleção de Tlatilco (1300 - 100 aC). O exame osteológico dos pés revelou lesões no calcâneo direito, com perda e crescimento ósseo. O tálus estava anquilosado com o calcâneo, isto é, era uma lesão unilateral. O diagnóstico de maduromicose teve em conta as atividades quotidianas dos Tlatilco, como a recolha de alimentos e madeiras, o que obrigava a andar certas distâncias descalços (Mansilla e Contreras-López, 2009).
1. ↑  «Arenas, R., Lavalle, P., 2001. Subcutaneous Mycosis: Mycetoma (Madura foot). In: Arenas, R., Estrada, R. (Eds.), Tropical Dermatology. Landes Bioscience, Georgetown, pp. 51–61.»
2. ↑  Mathur, DevendraRaj; Bakshi, Rashmi (2008). «Incidence and changing pattern of mycetoma in western Rajasthan». Indian Journal of Pathology and Microbiology (1). 154 páginas. ISSN 0377-4929. doi:10.4103/0377-4929.40433. Consultado em 27 de maio de 2025
3. ↑  Fahal, Ahmed Hassan (2011). «Mycetoma». Elsevier: 565–568. ISBN 978-0-7020-3935-5. Consultado em 27 de maio de 2025
4. ↑  «Arenas, R., Lavalle, P., 2001. Subcutaneous Mycosis: Mycetoma (Madura foot). In: Arenas, R., Estrada, R. (Eds.), Tropical Dermatology. Landes Bioscience, Georgetown, pp. 51–61.»
5. ↑  «Arenas, R., Lavalle, P., 2001. Subcutaneous Mycosis: Mycetoma (Madura foot). In: Arenas, R., Estrada, R. (Eds.), Tropical Dermatology. Landes Bioscience, Georgetown, pp. 51–61.»
6. ↑  «Serrano, JA, & Sandoval, AA. (2003). El micetoma. revisión.. Revista de la Sociedad Venezolana de Microbiología, 23(1), 70-79. Recuperado en 30 de abril de 2025, de http://ve.scielo.org/scielo.php?script=sci_arttext&pid=S1315-25562003000100016&lng=es&tlng=es» Ligação externa em |título= (ajuda)
7. ↑  «Tomczyk, S., Deribe, K., Brooker, S.J., Clark, H., Rafique, K., Knopp, S., Utzinger, J., Davey, G., 2014. Association between footwear use and neglected tropical diseases: a systematicreview and meta-analysis. PLoS Negl.Trop. Dis. 8 (11), e3285.»
8. ↑  «Mathur, D., Joshi, K., Mathur, A., 1979. An etiological and pathological study of mycetoma in western Rajasthan. Curr. Med. Pract. 23, 151–161.»
9. ↑  «Bonifaz, A., Tirado-Sánchez, A., Calderón, L., Saúl, A., Araiza, J., Hernández, M., ... & Ponce, R. M. (2014). Mycetoma: experience of 482 cases in a single center in Mexico. PLoS neglected tropical diseases, 8(8), e3102.»
10. ↑  «Serrano, JA, & Sandoval, AA. (2003). El micetoma. revisión.. Revista de la Sociedad Venezolana de Microbiología, 23(1), 70-79. Recuperado en 30 de abril de 2025, de http://ve.scielo.org/scielo.php?script=sci_arttext&pid=S1315-25562003000100016&lng=es&tlng=es» Ligação externa em |título= (ajuda)
11. ↑  «Serrano, JA, & Sandoval, AA. (2003). El micetoma. revisión.. Revista de la Sociedad Venezolana de Microbiología, 23(1), 70-79. Recuperado en 30 de abril de 2025, de http://ve.scielo.org/scielo.php?script=sci_arttext&pid=S1315-25562003000100016&lng=es&tlng=es» Ligação externa em |título= (ajuda)
12. ↑  «Abd El Bagi, M. E. (2003). New radiographic classification of bone involvement in pedal mycetoma. American Journal of Roentgenology, 180(3), 665-668.»
13. ↑  «Lazarides, M. K., Venkatswami, S., Sankarasubramanian, A., & Subramanyam, S. (2012). The Madura Foot. International Journal of Lower Extremity Wounds, 11(1), 31-42.»
14. ↑  «Mansilla, Josefina & Contreras-López, Erick. (2009). [Mycetoma in prehispanic Mexico. Review in the skeletical collection of Tlatilco culture]. Revista médica del Instituto Mexicano del Seguro Social. 47. 237-42.»
15. ↑  «Mansilla, Josefina & Contreras-López, Erick. (2009). [Mycetoma in prehispanic Mexico. Review in the skeletical collection of Tlatilco culture]. Revista médica del Instituto Mexicano del Seguro Social. 47. 237-42.»
16. ↑  «Curto, A., & Fernandes, T. (2016). A possible Madura foot from medieval Estremoz, southern Portugal. International Journal of Paleopathology, 13, 70-74.»
17. ↑  «Mansilla, Josefina & Contreras-López, Erick. (2009). [Mycetoma in prehispanic Mexico. Review in the skeletical collection of Tlatilco culture]. Revista médica del Instituto Mexicano del Seguro Social. 47. 237-42.»